# Bill Robinson
Bill „Bojangles” Robinson (n. 25 mai 1878, Richmond, Virginia, SUA – d. 25 noiembrie 1949, New York City, New York, SUA) a fost un actor și dansator american.

## Filmografie
- The Big Broadcast of 1936 (1935)
- The Little Colonel (1935)
- The Littlest Rebel (1935)
- Rebecca of Sunnybrook Farm (1938)
- Stormy Wather (1943)

## Legături externe
- Materiale media legate de Bill Robinson la Wikimedia Commons
- Bill Robinson la Internet Movie Database